# Norton (Vermont)
Norton és una població dels Estats Units a l'estat de Vermont. Segons el cens del 2000 tenia 214 habitants.

## Demografia
Segons el cens del 2000, Norton tenia 214 habitants, 91 habitatges, i 51 famílies. La densitat de població era de 2,1 habitants per km².
Dels 91 habitatges en un 26,4% hi vivien nens de menys de 18 anys, en un 52,7% hi vivien parelles casades, en un 3,3% dones solteres, i en un 42,9% no eren unitats familiars. En el 30,8% dels habitatges hi vivien persones soles el 15,4% de les quals corresponia a persones de 65 anys o més que vivien soles. El nombre mitjà de persones vivint en cada habitatge era de 2,35 i el nombre mitjà de persones que vivien en cada família era de 3,15.
Per edats la població es repartia de la següent manera: un 24,3% tenia menys de 18 anys, un 5,6% entre 18 i 24, un 23,8% entre 25 i 44, un 28% de 45 a 60 i un 18,2% 65 anys o més.
L'edat mediana era de 43 anys. Per cada 100 dones de 18 o més anys hi havia 116 homes.
La renda mediana per habitatge era de 20.000 $ i la renda mediana per família de 25.000 $. Els homes tenien una renda mediana de 32.188 $ mentre que les dones 20.417 $. La renda per capita de la població era de 15.506 $. Cap de les famílies i el 14,6% de la població estaven per davall del llindar de pobresa.